# Уилсон, Роберт (экономист)
Роберт Б. Уилсон (англ. Robert B. Wilson; род. 16 мая 1937, Дженива, Небраска) — американский экономист. Лауреат Нобелевской премии по экономике за 2020 год (вместе с Полом Милгромом) за «усовершенствование теории аукционов и изобретение их новых форматов».

## Биография
Получил степень бакалавра (A.B.) в 1959 году, магистра делового администрирования (MBA) в 1961 году и доктора делового администрирования (DBA) Гарвардского университета в 1963 году.
Преподавательскую деятельность начал в должности ассистента профессора в 1964—1967 годах, ассоциированного профессора в 1967—1971 годах, профессора в 1971—1976 годах, Атолл Макбин профессор экономики в 1976—2000 годах, Адамс заслуженный профессор менеджмента в 2000—2004 годах в Стэнфордском университете. Эмерит-профессор Стэнфордского университета с 2004 года.
Являлся президентом Эконометрического общества в 1997—1999 годах, членом Американской академии искусств и наук с 1981 года.
В настоящий момент является феллоу Эконометрического общества с 1976 года, членом Национальной академии наук США с 1994 года, почётным феллоу Американской экономической ассоциации с 2006 года, феллоу Общества теории игр с 2001 года, феллоу Общества содействия развитию экономической теории с 2011 года.

## Награды
За свои достижения был неоднократно награждён:
- 1982 — стипендия Гуггенхайма[6];
- 1986 — почётный доктор экономики Норвежской школы экономики;
- 1995 — почётный доктор права Чикагского университета;
- 1995 — премия Меламеда от Чикагского университета;
- 2007 — Clarivate Citation Laureates;
- 2010 — премия Лаффона от Университета Тулузы;
- 2015 — BBVA Foundation Frontiers of Knowledge Awards[7];
- 2016 — премия за инновационные количественные приложения от Чикагской товарной биржи и Научно-исследовательского института математических наук;
- 2018 — премия Джона Карти от Национальной академии наук США;
- 2018 — почётный доктор наук Лондонской школы экономики;
- 2020 — Нобелевская премия по экономике[8].